# 宮島清次郎

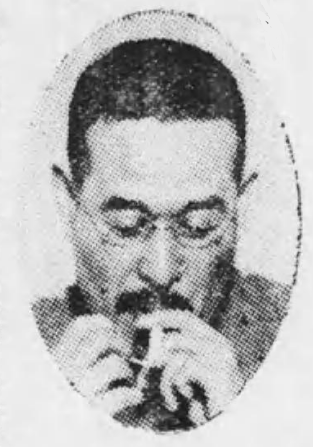
宮島清次郎

宮島 清次郎（みやじま せいじろう、明治12年（1879年）1月20日 – 昭和38年（1963年）9月6日）は、大正・昭和期の経営者・財界人。日清紡績社長・会長、日本工業倶楽部理事長、東京市会議員。

## 来歴・人物
栃木県安蘇郡飯田町（現・佐野市）に、佐野商業銀行頭取などを務めていた実業家・小林庄太郎の二男として生まれる。宇都宮中学（現・栃木県立宇都宮高等学校）時代は舎監いじめなど問題行動が多く、灸を据えるためか、10ヶ月ほど休学して東京の商店に丁稚奉公させられたことがある。この時の経験が、後に働く者の立場を重視する姿勢を涵養したものと思われる。
第四高等学校（現・金沢大学）を経て、1906年東京帝国大学法科大学政治学科を卒業し、住友別子鉱業所（現・住友金属鉱山）に入社する。なお東大時代は父の知人である岩崎清七（磐城セメント創業者）の推薦により、岩崎の親友である社会主義者片山潜を保証人にしている。住友入社後間もなく東京紡績社長・田村利七の知遇を得、1910年娘盛子と結婚、利七の実家である宮島家の養子となる。同時に東京紡績に入社し、専務取締役まで昇進する。
1914年、東京紡績が尼崎紡績（現・ユニチカ）に吸収合併されると退職し、岩崎清七の斡旋で根津財閥系の日清紡績に専務取締役として迎えられる。1919年に社長に就任。「石橋を叩いて渡る」式の厳格な合理主義的経営を推進し、好不況の波に左右されない、紡績業界屈指の優良企業に育て上げた。また従業員の待遇改善にも意を注ぎ、1929年には業界でいち早く深夜操業を廃止している。この間、1922年に東京市会議員に当選した。
1930年代以降は幅広く経済界で活躍するようになり、1938年に朝日新聞や化繊業界が中心となって「国策パルプ」（日本製紙の前身の一つ）が設立されると、関係者筋から広く推されて社長に就任した。この仕事で、当時経営者として駆け出しの水野成夫・南喜一を見出し育てていった。1940年、60歳を期に日清紡社長を鷲尾勇平に引継ぎ、会長に就任する。
1945年、日清紡会長を退任し、社長に当時まだ41歳の桜田武を昇格させた。戦後は水野成夫・桜田武・小林中ら門下生を糾合し、帝大同期の吉田茂政権の支援体制の確立に尽力。1949年の第3次吉田内閣組閣時には大蔵大臣のポストを打診されたが固辞、代わりに池田勇人を推挙し、自らは日本銀行政策委員に就任した（〜1955年）また、1948年には日本工業倶楽部理事長に就任、終身務める。1951年（学）根津育英会理事長、1959年（財）根津美術館理事長。
1963年9月6日、老衰により逝去。享年84。遺言により叙位叙勲は見送られた。墓所は杉並区真盛寺。
「感謝報恩」を座右の銘とし、清貧な生活態度を生涯貫いた。工業倶楽部理事長時代、メンバーより洗面所でお湯が使えないと苦情が出ても「水で手洗いして冬が越せないような老人に経営はできない」と一喝した。終戦直後の1950年には母校宇都宮高校に鉄筋コンクリート製の図書館を寄贈、当面の維持費まで寄付するという心遣いを見せた。この図書館は「報恩館」と名付けられ、現在も在学生に利用されている。清次郎は資産のほとんどを寄付しており、晩年は自宅まで売却しようとして周囲に説得されたほどであった。

## 栄典
- 1930年（昭和5年）12月5日 - 帝都復興記念章[4]

宮島は生前叙勲を拒否しており、桜田武は「『会社のために働いて死んだ連中に俺だけ勲何をもらって、あの世であえるかい』というのが宮嶋さんの気持ちだった。同時に『男子の一生を賭けた仕事に政府から勲何等なんて等級をつけられてたまるか』という町人の意気地というか誇りが秘められていたように思う」と、宮島の心情を述懐している。

## 家族
父の小林庄太郎 (1855年生)は植野村 (栃木県)の旧家で資産家の小林家の長男として生まれ、佐野商業銀行頭取、小林銀行社員、小林合名会社代表、利根発電監査役などを務めた。
兄の小林清一郎 (1871年生)は鉱山業を営み、星亨の配下として鬼怒川水力電気の重役なども務めた。岳父は原亮三郎。
妻のセイ（盛子、1887年生）は田村利七の娘。結婚後、夫とともに利七の生家である深川仲町の酒問屋・宮島家の夫婦養子となる。セイの妹の夫に成瀬達。

## 評伝
- 宮島清次郎翁伝刊行会編『宮島清次郎翁傳』（宮島清次郎翁伝刊行会、1965年）